# J.B. Bickerstaff
John-Blair Bickerstaff, detto J.B. (Denver, 10 marzo 1979), è un allenatore di pallacanestro ed ex cestista statunitense.
È il figlio di Bernie Bickerstaff.

## Carriera
Bickerstaff gioca due stagioni al college alla Oregon State University e finisce la sua carriera all'University of Minnesota. Mette a segno 10,9 punti e 6,1 rimbalzi nel suo anno senior con i Golden Gophers.
Dal 2004 al 2007 diventa assistant coach degli allora Charlotte Bobcats per poi trasferirsi per altre quattro stagioni ai Minnesota Timberwolves ricoprendo la stessa carica. Il 15 luglio 2011 viene assunto come assistente dagli Houston Rockets.
Dal 18 novembre 2015 diventa allenatore ad interim dei Rockets in seguito al licenziamento di Kevin McHale. Nello stesso giorno fa quindi il suo debutto come allenatore NBA battendo i Portland Trail Blazers per 108-103.
Dopo la stagione, Bickerstaff ha informato i Rockets di aver ritirato il suo nome per la nomina di capo allenatore, ponendo fine alla sua permanenza negli Houston Rockets.
L'8 giugno 2016, Bickerstaff è stato assunto dai Memphis Grizzlies come allenatore capo associato.
Il 27 novembre 2017, Bickerstaff è stato promosso come capo allenatore ad interim dei Grizzlies dopo il licenziamento di David Fizdale. Il 1 maggio 2018, è stato annunciato come il nuovo allenatore capo permanente dei Grizzlies. L'11 aprile 2019, i Grizzlies hanno licenziato Bickerstaff dopo che la squadra non era riuscita a raggiungere i playoff.
Il 19 maggio 2019, i Cleveland Cavaliers hanno nominato assistente Bickerstaff e capo allenatore associato. Il 19 febbraio 2020, il capo allenatore John Beilein si è dimesso da capo allenatore dei Cavaliers, e Bickerstaff è stato annunciato come nuovo allenatore. Il 10 marzo 2020, i Cavaliers hanno annunciato di aver concordato un contratto pluriennale con Bickerstaff.
Nel 2023/24 i Cavaliers chiude la stagione regolare al quarto posto a Est e vincendo il primo turno ai playoff contro gli Orlando Magic, tornano alle semifinali della Eastern Conference dopo 6 anni. Al secondo turno, Cleveland perde 4-1 la serie contro i Boston Celtics e chiude la stagione. Il 23 maggio la franchigia annuncia a sorpresa l'esonero di Bickerstaff. 

## Statistiche

### NCAA
| Anno      | Squadra            | PG | PT | MP   | TC%  | 3P%  | TL%  | RP  | AP  | PRP | SP  | PP   |
| --------- | ------------------ | -- | -- | ---- | ---- | ---- | ---- | --- | --- | --- | --- | ---- |
| 1996-1997 | Oregon St. Beavers | 27 | 15 | 23,7 | 48,1 | 16,7 | 55,7 | 3,0 | 2,0 | 1,2 | 0,4 | 5,2  |
| 1997-1998 | Oregon St. Beavers | 28 | 24 | 30,2 | 54,4 | 35,1 | 50,9 | 4,7 | 3,5 | 1,1 | 0,3 | 8,6  |
| 1999-2000 | Minnesota Gophers  | 20 | 20 | 29,5 | 55,3 | 50,0 | 44,1 | 5,4 | 2,3 | 1,5 | 0,7 | 7,7  |
| 2000-2001 | Minnesota Gophers  | 23 | 23 | 32,1 | 52,7 | 31,6 | 64,0 | 6,1 | 4,0 | 1,0 | 0,4 | 10,9 |
| Carriera  | Carriera           | 98 | 82 | 28,7 | 52,9 | 33,3 | 54,9 | 4,7 | 3,0 | 1,2 | 0,4 | 8,0  |

### Allenatore
| Stagione | Squadra             | Regular Season | Regular Season | Regular Season | Regular Season | Regular Season           | Post Season                                               |
| Stagione | Squadra             | V              | P              | % V            | G              | Posizione finale         | Post Season                                               |
| -------- | ------------------- | -------------- | -------------- | -------------- | -------------- | ------------------------ | --------------------------------------------------------- |
| 2015-16  | Houston Rockets     | 37             | 34             | 52,1           | 71             | 2º in Southwest Division | Sconfitto al Primo Round dai Warriors (1-4)               |
| 2017-18  | Memphis Grizzlies   | 15             | 48             | 23,8           | 63             | 5º in Southwest Division | Manca i play-off                                          |
| 2018-19  | Memphis Grizzlies   | 33             | 49             | 40,2           | 82             | 3º in Southwest Division | Manca i play-off                                          |
| 2019-20  | Cleveland Cavaliers | 5              | 6              | 45,5           | 11             | 5º in Central Division   | Manca i play-off                                          |
| 2020-21  | Cleveland Cavaliers | 22             | 50             | 30,6           | 72             | 4º in Central Division   | Manca i play-off                                          |
| 2021-22  | Cleveland Cavaliers | 44             | 38             | 53,7           | 82             | 3º in Central Division   | Manca i play-off                                          |
| 2022-23  | Cleveland Cavaliers | 51             | 31             | 62,2           | 82             | 2º in Central Division   | Sconfitto al Primo Round dai Knicks (1-4)                 |
| 2023-24  | Cleveland Cavaliers | 48             | 34             | 58,5           | 82             | 2º in Central Division   | Sconfitto alle Semifinali di Conference dai Celtics (1-4) |
|          | Carriera            | 255            | 290            | 46,8           | 463            |                          |                                                           |